# Antarktis (Florenreich)

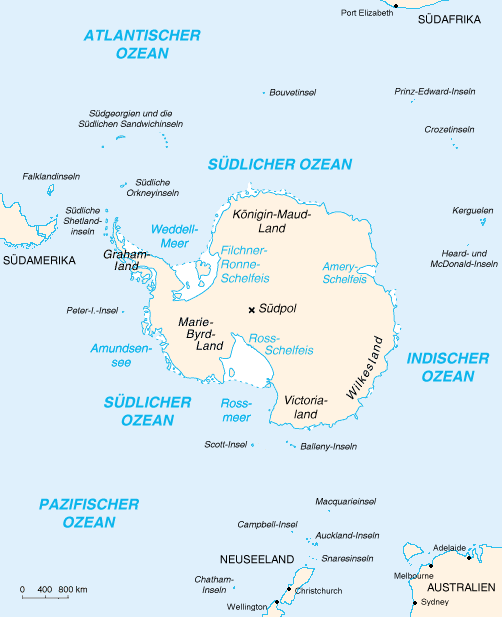
Karte der Antarktis

Das antarktische Florenreich, auch Antarktis, ist eines der sieben Florenreiche der Pflanzengeographie. Es umfasst neben dem Kontinent Antarktika auch die vorgelagerten Inselgruppen wie die Kerguelen und Falklandinseln und die Südspitze Südamerikas. Von den meisten Autoren wird auch Neuseeland oder zumindest dessen Südinsel dazugestellt. Dem antarktischen Florenreich entspricht in der Tiergeographie die Archinotis.
Im Gegensatz zu den anderen Florenreichen fehlen der Antarktis endemische Pflanzenfamilien. Spezifische Elemente des Florenreichs sind Araukariengewächse (Araucariaceae), Stachelnüsschen (Acaena), Azorella, Gunnera und Scheinbuchen (Nothofagus). Ein Endemit der Kerguelen ist der Kerguelenkohl (Pringlea antiscorbutica).
Auf Antarktika selbst kommen neben Algen, Flechten und Moosen nur zwei einheimische Samenpflanzenarten vor, die Antarktische Perlwurz (Colobanthus crassifolius) aus der Familie der Nelkengewächse und die Antarktische Schmiele (Deschampsia antarctica), ein Süßgras. Eingeschleppt kommen mittlerweile auch weitere Gräser, bspw. das Einjährige Rispengras (Poa annua) und das Wiesen-Rispengras (Poa pratensis) vor.